# سن-وولبا
سن-وولبا (به فرانسوی: Saint-Vulbas) یک کمون در فرانسه است که در canton of Lagnieu واقع شده‌است.

## خصوصیات
سن-وولبا ۲۱٫۴۴ کیلومترمربع مساحت و ۹۲۳ نفر جمعیت دارد و ۲۰۷ متر بالاتر از سطح دریا واقع شده‌است.